# Bernardo Gomes de Brito
Bernardo Gomes de Brito (* 20. Mai 1688 in Lissabon; † um 1759/1760 in Portugal) war ein portugiesischer Herausgeber. Bekannt wurde er durch das Buch História Trágico-Marítima, das einzigartige Augenzeugenberichte von Schiffbrüchigen aus der Mitte bis Ende des 16. Jahrhunderts enthält. Es ist ein bedeutendes Werk portugiesischer Reiseliteratur.

## Leben und Wirken

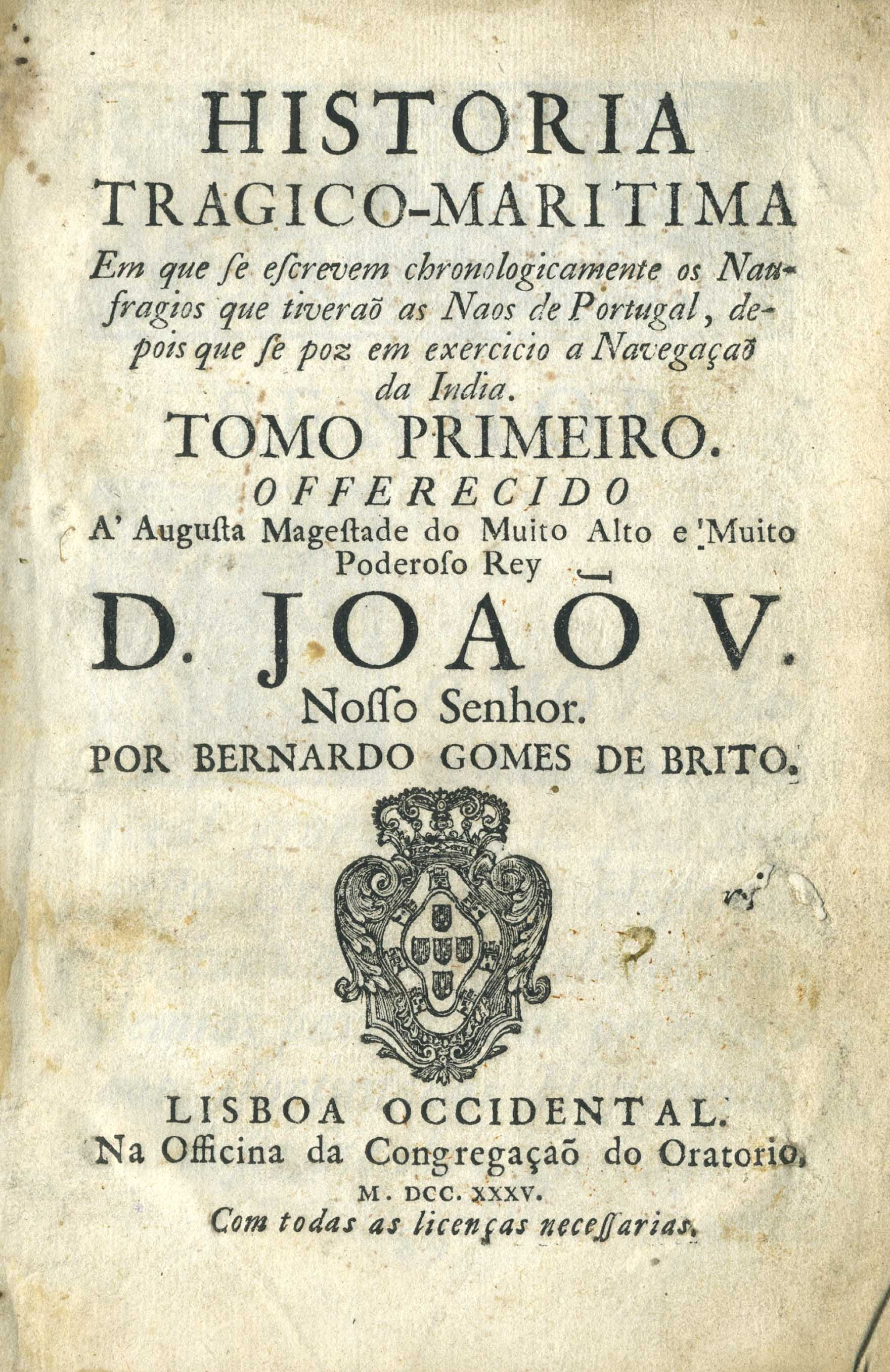
Erster Band der História Trágico-Marítima (1735)

Über das Leben von Bernardo Gomes de Brito ist bis heute nichts bekannt. Lediglich sein Geburtsdatum ist durch einen Kirchenhistoriker überliefert worden, sein Todesdatum ist nicht bekannt. Auch dass er Mönch gewesen ist, konnte mittlerweile herausgefunden werden. Die fehlenden Daten lassen sich womöglich mit der unterschätzten Bedeutung des Werkes durch Zeitgenossen oder die Nachwirkungen der Wirren durch das Erdbeben von 1755 erklären. Weitere Werke des Autors sind nicht bekannt. Die erste Auflage erschien 1735, die zweite bereits 1736.
Das Werk, mit vollständigem Titel História trágico-marítima, em que de escrevem choronlogicamente os naufragios, tiverão as naus de Portugal, depois que se poz em exercio navegação da India („Geschichte der tragischen Seefahrten, welche chronologisch darstellt, welche Schiffe auf dem Weg nach Indien Schiffbruch erlitten“), enthielt rund zwölf Berichte von Zeitzeugen und Überlebenden, die schwerste Schiffsunglücke überlebt und sich auf beschwerliche Weise auf dem Landweg nach Häfen und Städten in Portugiesisch-Indien durchgeschlagen hatten. Der Zeitraum, in dem sich diese Geschehnisse abspielten, umfasste die Jahre 1552 bis 1602.
Das Werk sollte eine Information oder Warnung sein, was einem auf einer Schiffsfahrt passieren konnte, wie man dann handeln sollte und wie eventuell Verbesserungen in diversen Bereichen der Seefahrt erreicht werden konnten.
Bedeutend ist das Werk als ein wichtiger Beitrag Portugals zur Reiseliteratur. Es erfuhr in Portugal im späten 18. und frühen 19. Jahrhundert Bestsellercharakter.
Das Werk erschien später auch in englischer und deutscher Sprache. Allein in Deutschland wurde es bisher in vier verschiedenen Ausgaben veröffentlicht.

## Deutsche Ausgaben
- Portugiesische Schiffbrüchigen-Berichte, 1552–1602, Aufgezeichnet von Augenzeugen. Kiepenheuer-Verlag, 1985. Inhaltsverzeichnis
- História trágico-marítima – Berichte aus der großen Zeit der portugiesischen Seefahrt – 1552–1602. Thienemann, Edition Erdmann, 1983. Lizenzausgaben: Greno-Verlag, 1987; Wissenschaftliche Buchgesellschaft, 1993.